# Gottlob Nathanael Fischer
Gottlob Nathanael Fischer (Pseudonym: Franciscus Maria Xaver ab Indagine; * 12. Januar 1748 in Graba; † 20. März 1800 in Halberstadt) war ein deutscher Pädagoge und Theologe der Aufklärungszeit.

## Leben
Fischer stammte aus einer Pfarrersfamilie. Nach der Versetzung seines Vaters wurde er zunächst an die Stadtschule von Saalfeld unter Joachim Justus Breithaupt ausgebildet. Nach dem Tod des Vaters 1763 ging er an das Pädagogium Halle. Nach Abschluss der Schulausbildung 1766 immatrikulierte er sich an der Universität Halle um hauptsächlich Theologie zu studieren. Darüber hinaus sammelte er durch das Studium auch Wissen im Bereich der Philologie, Geschichts- und Naturwissenschaften. Nach dem Studium ging er 1769 zunächst als ordentlicher Lehrer zurück an das Pädagogium Halle.
Fischer folgte auf Initiative Johann Wilhelm Ludwig Gleims, zu dessen Halberstädter Dichterkreis er gehörte, 1775 als Rektor an das Martineum in Halberstadt. 1783 erhielt er einen Ruf an die Halberstädter Domschule Stephaneum, an der er ebenfalls als Rektor tätig wurde. Allerdings verfügte er über ein breitgestreutes Engagement neben seiner Arbeit an der Schule, welches die positive Entwicklung, unter der die Schule zuvor stand, hemmte. Fischer war unter anderem in der Halberstädter literarischen Gesellschaft aktiv und begleitete die Geschehnisse seiner Zeit darüber hinaus schriftstellerisch und als Herausgeber. Er hatte vielseitige Kontakte zu gleichgesinnten Gelehrten in anderen deutschen Städten.
Er war Mitglied der von 1785 bis 1810 bestehenden Literarischen Gesellschaft Halberstadt.
Fischer lehnte Rufe als ordentlicher Professor an die Universitäten von Halle und Breslau ab.

## Publikationen (Auswahl)
Herausgeberschaften
Fischer war Herausgeber und zumeist auch Autor diverser Periodika, darunter:
- Fliegenden Blätter für Freunde der Toleranz, Aufklärung und Menschenverbesserung, Leipzig 1783–1784.
- mit Johann August Hermes und Christian Gotthilf Salzmann: Beiträge zur Verbesserung des öffentlichen Gottesdienstes der Christen, Leipzig 1785–1788.
- als Verantwortlicher Redakteur: Halberstädter gemeinnützigen Blätter. Zum Besten der Armen herausgegeben von der Litterarischen Gesellschaft zu Halberstadt, Halberstadt 1785–1800.
- mit Andreas Riem: Berlinisches Journal für Aufklärung, Berlin 1788–1790.
- mit Friedrich von Gentz: Deutsche Monatszeitschrift, Braunschweig und Berlin 1790–1795.

Schriften
- Olavides und Rockow, 1779.
- Freymüthige Briefe über das Religionsvereinigungswesen, Dessau und Leipzig 1782.
- Florilegium latinum anni aerae christianae 1786, Leipzig 1785.
- Auserlesene Gedichte. Gross, Halberstadt 1805 (postum herausgegeben von Christian Friedrich Bernhard Augustin).